# دونالد (کارولینای جنوبی)
دونالد(به انگلیسی: Donalds) شهری در ایالت کارولینای جنوبی کشور ایالات متحده آمریکا است که جمعیت آن در سرشماری سال ۲۰۱۰ میلادی، ۳۴۸ نفر بوده‌است.